# Ушкудукский сельский округ
Ушкудукский  сельский округ (каз. Үшқұдық ауылдық округі) — административно-территориальное образование в Алгинском районе Актюбинской области.

## История
По состоянию на 1989 год именовался как Ключевой сельсовет.
11 июля 2007 года Ключевой сельский округ Алгинского района переименован в Ушкудукский сельский округ.

## Населённые пункты
В состав Ушкудукского сельского округа входит 3 села: Ушкудык (1346 жителей), Жеруйык (208 жителей),  Аксазды (64 жителя).

## Население

### Динамика численности
| Численность населения | Численность населения | Численность населения |
| 1989                  | 1999                  | 2009                  |
| --------------------- | --------------------- | --------------------- |
| 1974                  | ↘1690                 | ↘1341                 |
| 2021                  |                       |                       |
| ↗1618                 |                       |                       |

### Численность населения[1][2][4][5]
| № | Населённый пункт | Перепись населения 1989 | Перепись населения 1999 | Перепись населения 2009 | Перепись населения 2021 |
| - | ---------------- | ----------------------- | ----------------------- | ----------------------- | ----------------------- |
| 1 | с. Ушкудык       | 1480                    | 1299                    | 1032                    | 1346                    |
| 2 | с. Жеруйык       | 235                     | 183                     | 200                     | 208                     |
| 2 | с. Аксазды       | 259                     | 208                     | 109                     | 64                      |
|   | Всего            | 1974                    | 1690                    | 1341                    | 1618                    |